# Abagrotis variata
Abagrotis variata är en fjärilsart som beskrevs av Augustus Radcliffe Grote 1876. Abagrotis variata ingår i släktet Abagrotis och familjen nattflyn. Inga underarter finns listade i Catalogue of Life.